# .at
‎.at‏ دامنه اینترنتی کشور اتریش است.